# Mare de Déu de la Consolació (Santa Cruz de Tenerife)

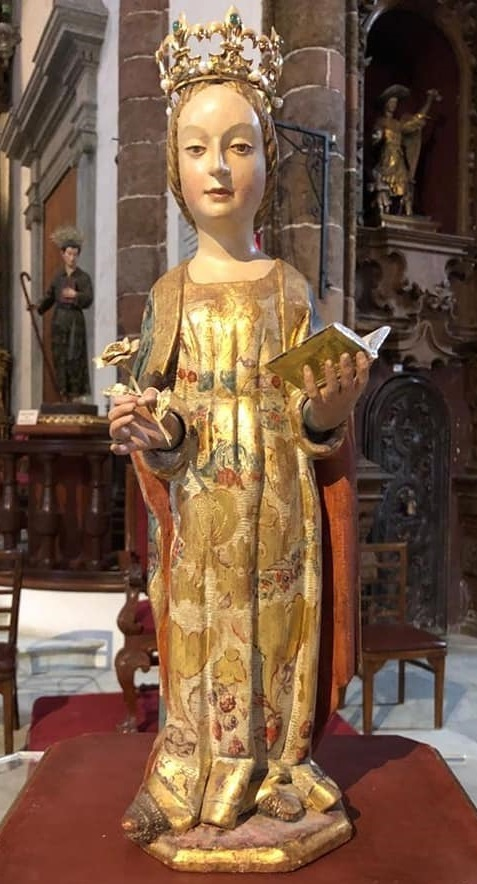
Imatge primitiva i original de la Mare de Déu de la Consolació venerada a l'Església Matriu de Nostra Senyora de la Concepció de Santa Cruz de Tenerife.

La Mare de Déu de la Consolació és una advocació de la Mare de Déu que es venera a la ciutat de Santa Cruz de Tenerife (Illes Canàries, Espanya). És la històrica patrona de la ciutat des de l'època de la conquesta de Canàries.

## Història
La imatge original és una talla de fusta policromada tardo-gòtica de finals del segle XV de possible factura sevillana o de Borgonya i les formes recorden l'estatuària medieval. Va ser la que van portar a la ciutat les hosts del conqueridor Alonso Fernández de Lugo durant la conquesta de l'illa de Tenerife entre 1494 i 1496. És la imatge cristiana més antiga de Tenerife des que va desaparèixer a al segle xix la imatge original de la Verge de Candelaria trobada pels guanxes abans de la conquesta de l'illa.
En 1495 (l'any següent de la fundació de la ciutat), la situació dels recursos econòmics i humans dels conqueridors castellans es presentava molt precària. Per aquesta raó extrema, Alonso Fernández de Lugo promet la construcció d'una capella votiva a la qual posaria sota l'advocació de Nostra Senyora de la Consolació, si la seva tropa aconseguia superar aquestes dificultats.

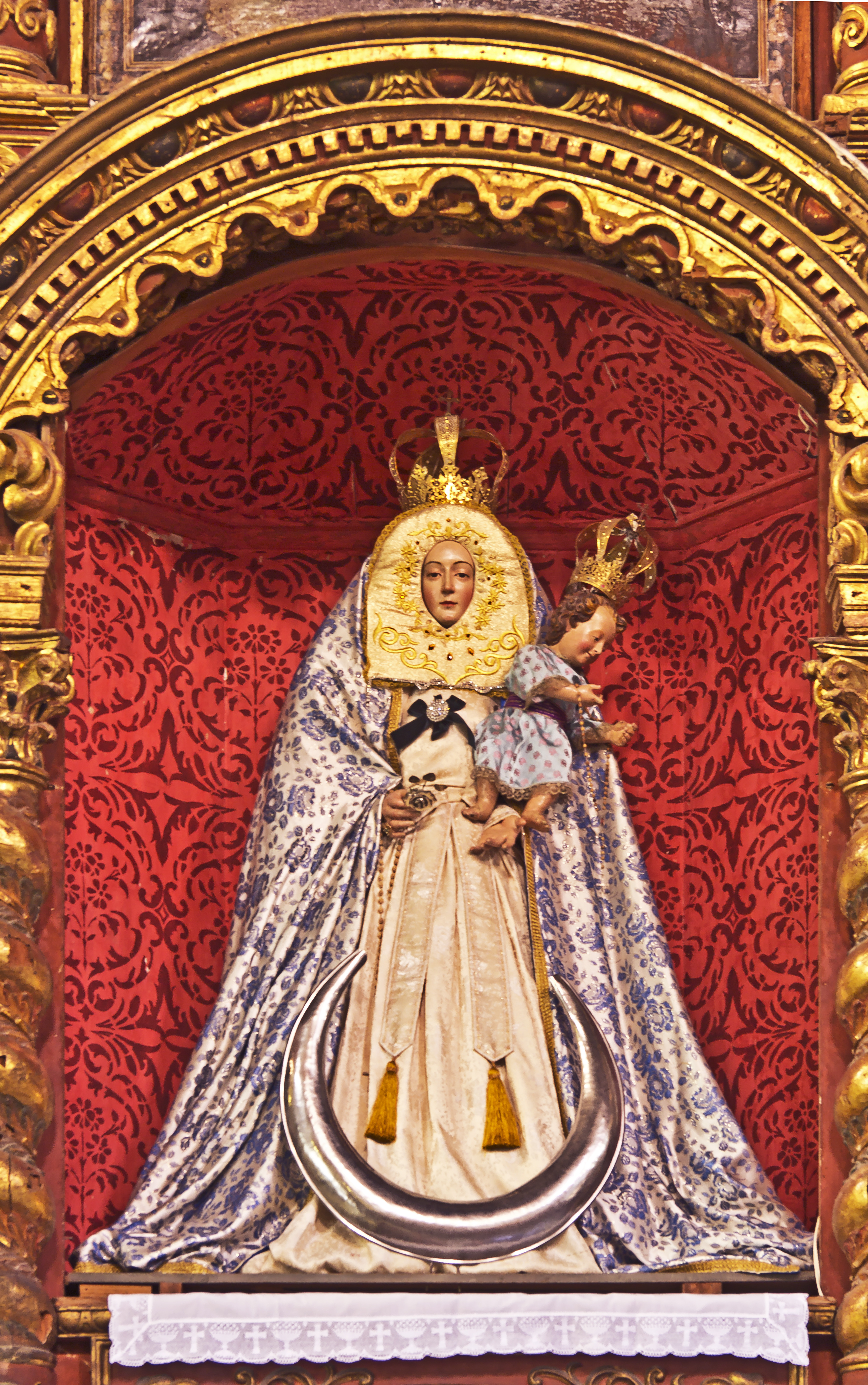
Imatge de la Mare de Déu de la Consolació que es venera a la Parròquia de Sant Francesc d'Assís.

Finalitzada la conquesta de l'illa de Tenerife en 1496, es va voler executar aquest vot i es va aixecar la promesa capella. S'hi va col·locar la petita escultura de la Verge. El culte a aquesta imatge va créixer considerablement i durant les seves festes el 15 d'agost acudien a la seva ermita romeus de tota l'illa. La imatge de la Mare de Déu de la Consolació va ser la primera devoció de la recentment fundada ciutat al costat de la creu que va portar Alonso Fernández de Lugo i que va presidir la fundació de la urbs.
En 1573 aquesta ermita va ser demolida i traslladada a una altra zona de la ciutat i en el seu lloc va ser construït el Castell de Sant Cristòfol per a major defensa de la ciutat. En nou temple passaria a ser el Convent de la Nostra Senyora de la Consolació ubicat a la zona que avui ocupa el Teatro Guimerà (Santa Cruz de Tenerife) .
Durant el segle xviii, la primitiva efígie va ser reemplaçada per una altra de vestir i de major grandària d'acord amb el gust barroc. Amb la desamortització de Mendizábal el convent va ser tancat i mai més va obrir al culte. Per aquesta raó la imatge de la Mare de Déu de la Consolació, el seu retaule i altres obres d'art van passar a l'actual Església de San Francisco de Asís. Per la seva banda, la imatge original de la Mare de Déu va ser dipositada a l'Església Matriu de la Concepción.